# Casa Badó (l'Arboç)
La Casa Badó és una obra de l'Arboç (Baix Penedès) inclosa a l'Inventari del Patrimoni Arquitectònic de Catalunya.

## Descripció
L'edifici està molt modificat. La façana antiga correspon actualment a un dels laterals de la casa. L'actual façana té una fisonomia totalment nova. L'antiga façana presenta una portalada d'arc de mig punt feta amb pedra, actualment tapiada. També hi podem veure una sèrie de finestres de diferents mides. Destaquen uns arcs de mig punt a l'interior i a la paret del darrere de l'edifici.